# Victot-Pontfol
Victot-Pontfol era una comuna francesa que estaba situada en el departamento de Calvados, de la región de Normandía, que el 1 de enero de 2025 pasó a formar parte de la comuna nueva de Victot-en-Auge como comuna delegada.

## Historia
La comuna fue creada en 1856 con la unión de las comunas de Les Authieux-sur-Corbon, Pontfol y Victot.

## Demografía
| Gráfica de evolución demográfica de Victot-Pontfol entre 1800 y 2022 |
|                                                                      |

Los datos demográficos contemplados en este gráfico de la comuna de Victot-Pontfol se han cogido de 1800 a 1999 de la página francesa EHESS/Cassini, y los demás datos de la página del INSEE.